# Jenna Fischer

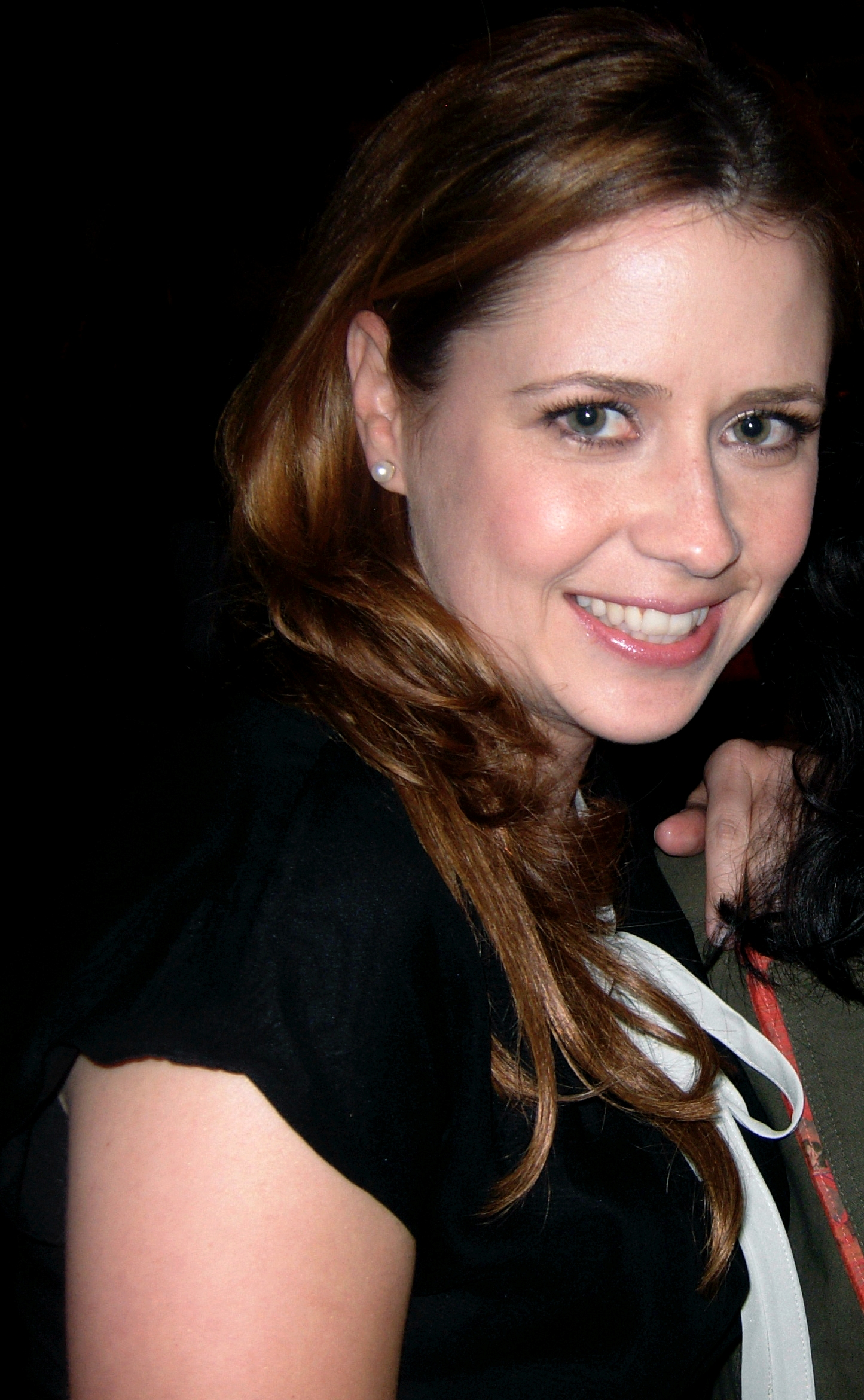
Jenna Fischer (2008)

Jenna Fischer, właśc. Regina Marie Fischer (ur. 7 marca 1974 w Fort Wayne) – amerykańska aktorka, która wystąpiła m.in. w serialu Biuro.

## Życie prywatne
W latach 2000-2008 Jenna Fischer była żoną reżysera Jamesa Gunna, twórcy m.in. filmów z serii Strażnicy Galaktyki. Od 2010 roku jej mężem jest pisarz Lee Kirk, z którym ma dwójkę dzieci. 
W grudniu 2023 roku u aktorki zdiagnozowano potrójnie dodatniego raka piersi w pierwszym stadium. Fisher wyznała, że przeszła operację usunięcia guza, a następnie chemioterapię i radioterapię. 

## Filmografia

### Filmy
| Rok  | Tytuł                                         | Rola                 | Uwagi                |
| ---- | --------------------------------------------- | -------------------- | -------------------- |
| 1998 | Channel 493                                   | Rane                 |                      |
| 1998 | Born Champion                                 | Wendy Miller         |                      |
| 2002 | Les superficiales                             | Itchy French Girl    | krótkometr.          |
| 2003 | Doggie Tails, Vol. 1: Lucky's First Sleepover | Kelsey               | głos                 |
| 2003 | Melvin Goes to Dinner                         | Sister/Hostess       |                      |
| 2004 | Pracownik miesiąca                            | Whisper              |                      |
| 2004 | The Women                                     | Leslie               | krótkometr.          |
| 2004 | LolliLove                                     | Jenna Gunn           | też reżys. i scenar. |
| 2005 | 40-letni prawiczek                            | kobieta              | nieuwzgl. w napisach |
| 2006 | Robale                                        | Shelby               |                      |
| 2007 | Ostrza chwały                                 | Katie Van Waldenberg |                      |
| 2007 | Bracia Solomon                                | Michelle             |                      |
| 2007 | Idź twardo: Historia Deweya Coxa              | Darlene Madison      |                      |
| 2008 | Nowe stanowisko                               | Jen Stauber          |                      |
| 2009 | Człowiek sukcesu                              | Susan Porter         |                      |
| 2010 | A Little Help                                 | Laura Pehlke         |                      |
| 2011 | Bez smyczy                                    | Maggie Mills         |                      |
| 2012 | The Giant Mechanical Man                      | Janice               |                      |
| 2013 | Duet na żółtych papierach                     | Alli                 |                      |
| 2014 | Kiss Me                                       | Vera                 |                      |
| 2017 | Proza życia                                   | Melanie Sloan        |                      |
| 2018 | 15:17 do Paryża                               | Heidi Skarlatos      |                      |
| 2024 | Mean Girls                                    | Pani Heron           |                      |

### Telewizja
| Rok       | Tytuł                       | Rola                  | Uwagi                                    |
| --------- | --------------------------- | --------------------- | ---------------------------------------- |
| 2001      | Studenciaki                 | Betty / Sorority Girl | 2 odc.                                   |
| 2001      | Spin City                   | kelnerka              | 1 odc.                                   |
| 2002      | Luz we dwóch                | Melanie               | 1 odc.                                   |
| 2002      | Siostrzyczki                | Kim                   | 1 odc.                                   |
| 2003      | Strong Medicine             | Camille Freemont      | 1 odc.                                   |
| 2003      | Mów mi swatka               | Connie                | 1 odc.                                   |
| 2004      | Cold Case                   | Dottie (1943)         | 1 odc.                                   |
| 2005      | Różowe lata siedemdziesiąte | Stacy Wanamaker       | 1 odc.                                   |
| 2005      | Sześć stóp pod ziemią       | Sharon Kinney         | 2 odc.                                   |
| 2005–2013 | Biuro                       | Pam Beesly            | w gł. obsadzie; 188 odc. też producentka |
| 2012      | Dan Vs                      | Amber (głos)          | 1 odc.                                   |
| 2015      | Newsreaders                 | Kelly Spears          | 1 odc.                                   |
| 2015      | You, Me and the Apocalypse  | Rhonda MacNeil        | w gł. obs.; 10 odc.                      |
| 2016      | Tajemnice Laury             | Jennifer Lambert      | 3 odc.                                   |
| 2016      | Prawomocny                  | Kelly                 | 1 odc.                                   |
| 2016      | Drunk History               | Katharine Wright      | 1 odc.                                   |
| 2017      | The Guest Book              | dr Laurie Galiff      | 1 odc.                                   |
| 2018–2019 | Splitting Up Together       | Lena                  | w gł. obs.                               |